# صحراء خاران

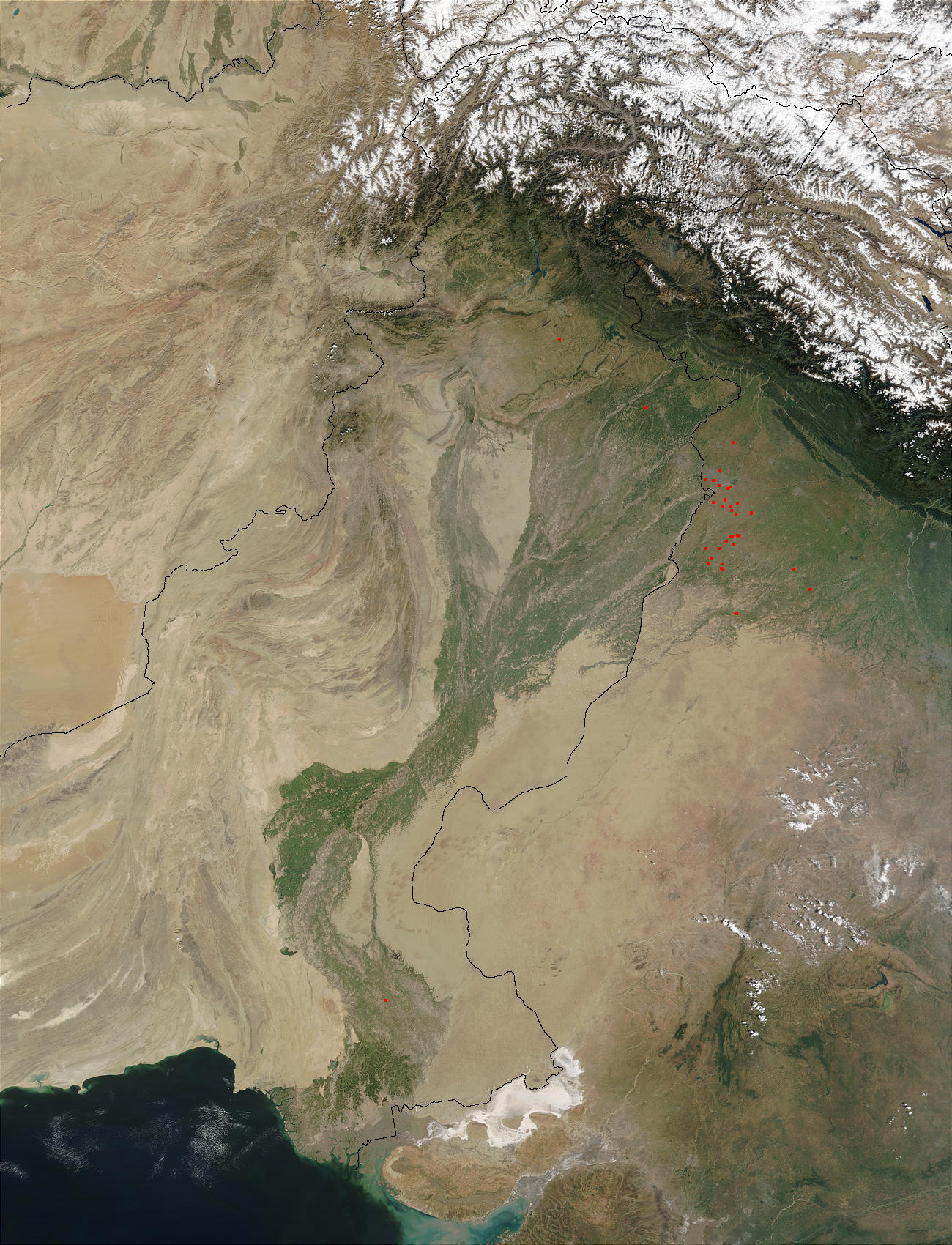
الاختبار النووية الستة لذرة البلوتونيوم الذرية، أجرية في الصحراء خاران في 30 مايو 1998 تحت قيادة الدكتور سمر محمد

صحراء خاران (بالإنجليزية: Kharan Desert) هو صحراء جبلية تقع في منطقة خاران، بلوشستان في باكستان، صحراء خاران الباكستانية تصنف على أنها ثاني أكبر موقع للتجارب النووية الباكستانية، التي تديرها وكالة الطاقة الذرية الباكستانية، معظم التجارب النووية تجرى في صحراء ساندي.

## الموقع النووي
وكلف الجيش الباكستاني العميد محمد سارفراز، الذين قدم الدعم لفريق مسح وكالة الطاقة الذرية الباكستانية، عن طريق رئيس الوكالة الجنرال محمد ضياء الحق، في عام 1977 انشأت القيادة الخاصة لتنمية الطاقة الذرية، الذي أوكلت إليه مهمة إعداد مواقع التجارب النووية، وقد قادة لقاءات بين المسؤولين في وكالة الطاقة الذرية والقيادة الخاصة لتنمية الطاقة الذرية والجنرال ضياء الحق على اقرار الإعداد للموقع الثاني للتجارب النووية، وتم اختيار موقع يقع في صحراء خاران، في واد بين تلال الصحراء في منطقة كوه رأس إلى الشمال وسلسة جبال سيحان إلى الجنوب.
استغرق بناء المواقع في صحراء خاران موقع التجارب النووية حوالي من 2-3 سنوات واستكملت في عام 1980، قبل أن تحصل باكستان على القدرة على تطوير سلاح نووي، بعدها تم إعطاء المهمة إلى سلاح المهندسين في الجيش الباكستاني ممثلا في زاهد علي أكبر خان الذي كان رئيس دائرة الهندسة العسكرية في ذلك الوقت في سلاح المهندسين، وتم بناء أعمال التطوير الخاصة بتنفيذ التجربة، وأجريت هذه المهمة من قبل وحدة من سلاح الهندسة العسكرية الخاصة وأشرف على البناء من قبل فيلق الجيش الباكستاني ممثلا في نقيب المهندسين والمهندس العسكري العام ذو الفقار علي خان والوكالة الباكستانية للطاقة في ظل قيادة الرئيس منير احمد خان.

## التجربة النووية الثانية
تم إجراء التجربة النووية الباكستانية الثانية في الصحراء خاران في 30 مايو 1998، وذكرت تقارير ان القنبلة النووية التي أجريت في الاختبار النووي تتكون 20-40 كيلو طن من مادة تي ان تي ]],، على الرغم من علماء الزلازل الغربية يقدرون أن يكون وزن القنبلة 2 كيلو طن، مما يضع شكوكا حول المصادر الباكستانية، وقد تم إجراء التجربة بنجاح ، والأجهزة النووية يشرف عليها الدكتور سمر محمد.

## مناخ الصحراء
تعتبر صحراء خاران ذات مناخ صحراوي جاف ودرجات الحرارة فيها عالية جدا في فصل الصيف، وتشير التقارير إلى أن الصحراء واحدة من المناطق الباكستانية الأكثر حرارة، وخلال موسم الشتاء تصل درجة الحرارة في الصحراء إلى نقطة الصفر.